# Лисёнки
Лисёнки — деревня в Павловском районе Нижегородской области. На 2017 год в деревне числится 6 улиц.

## География
Деревня расположена на границе с Владимирской областью в 4 километрах к югу от устья реки Клязьмы на левом берегу Оки в живописной лесистой местности. По северной окраине деревни протекает речка Гавриловка и проходит граница с Владимирской областью. Рядом находятся Лисёнковские озёра. Высота цента посёлка над уровнем моря — 82 м.

## Название
Название указывает на то, что в окрестностях деревни обитало множество лис.

## История
Во времена Владимирского княжества Ока служила восточной его границей. Для охраны границ княжества и контроля над устьем Клязьмы (прямому пути на Гороховец и Владимир) здесь была поставлена крепость Бережец (топоним от слова беречь, охранять). Бережец упоминается в помещённом в Воскресенской летописи списке под названием «А се имена градом русским дальним и ближним».
Здесь также проходили важные торговые пути из Руси на восток.
Позднее входила в состав Избылецкой волости Горбатовского уезда Нижегородской губернии . После её упразднения вошла в состав Чмутовского сельсовета, а в 2009 году при ликвидации сельсовета вошла в состав городского поселения город Горбатов.

## Население
| 1811 | 2002 | 2010 |
| ---- | ---- | ---- |
| 433  | ↘11  | ↘9   |